# Из последних желаний
«Из последних желаний» (англ. Running on Empty Dreams) — американская мелодрама 2009 года режиссёра Нитары Ли Осборн.

## Сюжет
Сидни — преданная жена и мать. Всё меняется в её жизни, когда врачи ставят смертельный диагноз. Ей остаётся жить полгода, если только не будут найдены деньги на лечение. Большая сумма оказывается неподъёмной для её семьи, хотя Кори, её муж, прикладывает все силы, чтобы найти средства. Мир Сидни рушится на глазах, всё прошлые ценности теряют значение.
Попытка понять саму себя и смысл своей жизни внезапно приводит её чувства к тому, чего никто, в том числе и сама Синди, не ждал. Знакомство с соседкой Джейн, матерью-одиночкой, перерастает в любовь. Это чувство покоряет Синди, оно последний яркий свет в её душе. Но вместе с тем оно может разрушить всё то, что было ценно для неё прежде.
В последние дни своей жизни Синди и всем её близким предстоит тяжёлое испытание, требующее понимания, ответственности и мужества.

## В ролях
| В ролях        |  | Персонаж     |
| -------------- |  | ------------ |
| Кэтлин Беннер  |  | Сидни Хэррис |
| Рейчел Оуэнс   |  | Джейн Смит   |
| Хосе Розете    |  | Кори Хэррис  |
| Уил Риллеро    |  | Мэтт Хэррис  |
| Севан МакБрайд |  | Тони Смит    |